# 河北郡 (中国)
河北郡（かほく-ぐん）は、中国にかつて存在した郡。五胡十六国時代から隋初にかけて、現在の山西省南部に設置された。

## 概要
後秦のとき、河北郡が立てられた。417年（義熙13年）、東晋の沈林子が後秦の河北郡太守の薛帛を撃破し、河北郡を占拠した。夏の叱奴侯提が東晋の并州刺史の毛徳祖を蒲坂で破ると、河北郡は夏に奪われた。
東魏のとき、河北郡は陝州に属し、北安邑・南安邑・河北・大陽の4県を管轄した。
557年（北周の明帝元年）、虞州が立てられると、河北郡は虞州に転属した。
583年（開皇3年）、隋が郡制を廃すると、河北郡は廃止されて、虞州に編入された。